# Almendra

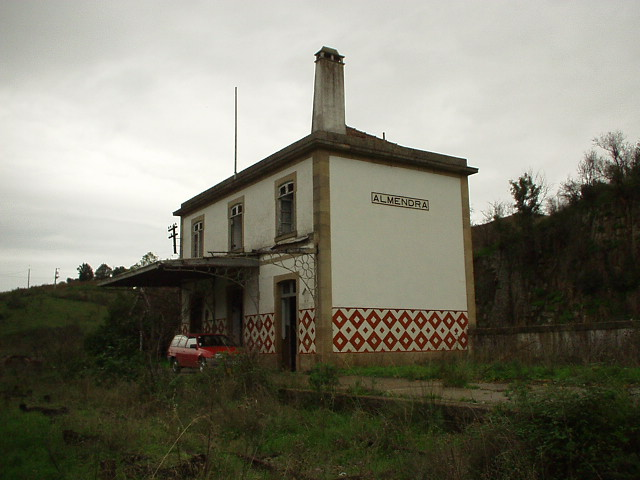
Antiga estação ferroviária de Almendra.

A Freguesia de Almendra é uma freguesia portuguesa do Município de Vila Nova de Foz Côa, com 54,51 km² de área e 309 habitantes (censo de 2021), tendo, por isso, uma densidade populacional de 5,7 hab./km².
A sua sede, a vila de Almendra, foi vila e sede de concelho entre 1298 e 1855. Este concelho era constituído pelas freguesias da vila e de Castelo Melhor. Tinha, em 1801, 1206 habitantes. Após as primeiras reformas administrativas do liberalismo foram-lhe anexadas as freguesias de Algodres e Vilar de Amargo. Contava, em 1849, 2420 habitantes.
É considerada uma das mais bonitas vilas históricas de Portugal, retendo alguns monumentos.
Possui uma estação ferroviária desativada, outrora integrada na Linha do Douro.

## Demografia
A população registada nos censos foi:
| Distribuição da População por Grupos Etários | Distribuição da População por Grupos Etários | Distribuição da População por Grupos Etários | Distribuição da População por Grupos Etários | Distribuição da População por Grupos Etários |
| -------------------------------------------- | -------------------------------------------- | -------------------------------------------- | -------------------------------------------- | -------------------------------------------- |
| Ano                                          | 0-14 Anos                                    | 15-24 Anos                                   | 25-64 Anos                                   | > 65 Anos                                    |
| 2001                                         | 57                                           | 48                                           | 183                                          | 169                                          |
| 2011                                         | 29                                           | 40                                           | 172                                          | 145                                          |
| 2021                                         | 30                                           | 12                                           | 138                                          | 129                                          |

## Património
- Sítios de Arte Rupestre do Vale do Côa#Núcleo de arte rupestre da Ribeirinha - Património Mundial - UNESCO 1998
- Igreja Matriz de Almendra ou Igreja de Nossa Senhora dos Anjos
- Casa de Almendra, Solar do Visconde de Almendra ou Solar dos Viscondes do Banho
- Pelourinho de Almendra
- Casa do Conde de Almendra
- Sítio arqueológico do Olival dos Telhões
- Calvário e Passos da Via Sacra em Almendra
- Capela de Nossa Senhora da Misericórdia (Capela de Nosso Senhor dos Passos)
- Capela de São Sebastião
- Capela do Socorro
- Casas com vãos quinhentistas em Almendra
- Chafariz em Almendra
- Cruzeiro em Almendra
- Fonte de espaldar na Rua do Prado Pequeno
- Fonte Grande
- Fonte no Largo do Chafariz

## Personalidades ilustres
- Senhor de Almendra
- Visconde de Almendra
- Conde de Almendra
- Francisco Maria da Veiga